# Gébfélék
A gébfélék (Gobiidae) a csontos halak (Osteichthyes) főosztályának sugarasúszójú halak (Actinopterygii) osztályába, ezen belül a sügéralakúak (Perciformes) rendjébe tartozó család.
A gébfélék családjába az alábbi 6 alcsalád, 248 nem és 1736 faj tartozik.

## Tudnivalók
A gébfélék a legnagyobb halcsaládok egyike. A családba több mint 200 nem és több mint 1700 faj tartozik. A legtöbb faj nem éri el a 10 centiméteres hosszúságot. Közöttük vannak a legkisebb gerincesek is. A kifejlett Trimmatom és Pandaka példányok nem érik el az 1 centimétert. Nagyságban kivételt képeznek a Gobioides és Periophthalmodon nemek, amelyek több mint 35 centiméternél hosszabbak is lehetnek. Habár néhány fajt az ember is fogyaszt, többségük az iparilag fontos halak (tőkehalfélék, tengeri sügérek, lepényhalfélék) számára szolgál táplálékul. A Brachygobius nemből való halakat akváriumokban is tartják.
A gébfélék számos élőhelyen megélnek. Többségük a tengerpartok mentén és a korallszirteken él, de megtalálhatók a brakkvizekben, folyótorkolatokban, mangroveerdőkben és az édesvízben is de az utóbbi élőhelyen kevésbé jellemző előfordulásuk. Néhány nem alkalmazkodott részben a szárazföldi élethez is, ilyen például a Periophthalmus. Táplálékukat fajtól és mérettől függően gerinctelenek, egyéb halak és planktonikus algák jelentik.

## Rendszerezés
A családba az alábbi 6 alcsalád tartozik:
- Amblyopinae - 13 nem és 34 faj
- Benthophilinae - 9 nem és 49 faj
- Gobiinae - 153 nem és 1088 faj
- Gobionellinae - 53 nem és 397 faj
- Oxudercinae - 10 nem és 41 faj
- Sicydiinae - 9 nem és 125 faj

- incertae sedis (az alábbi halnem nincs alcsaládba foglalva):
  - Wuhanlinigobius S. P. Huang, Jaafar & I. S. Chen, 2014 - 2 faj

## Képek

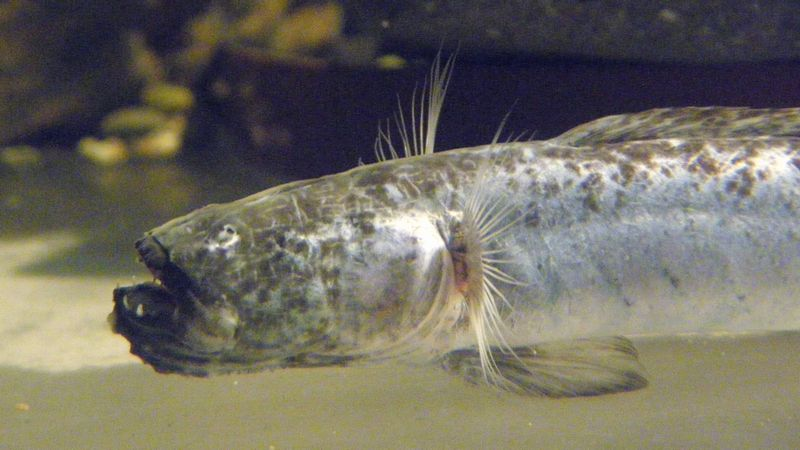
Odontamblyopus lacepedii
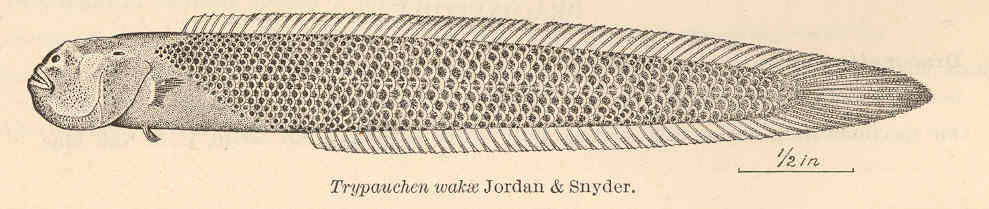
Trypauchen vagina
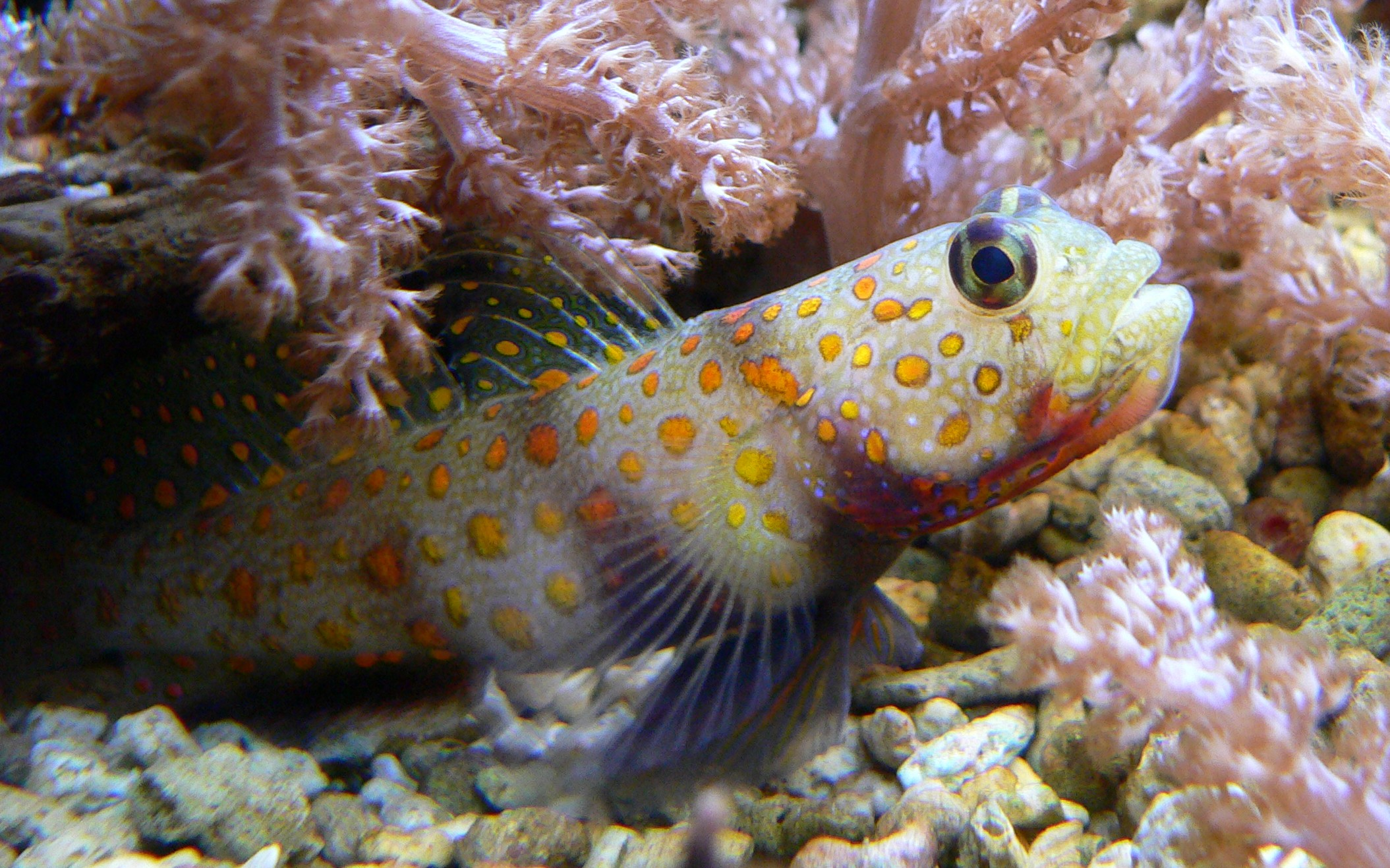
Amblyeleortis guttata
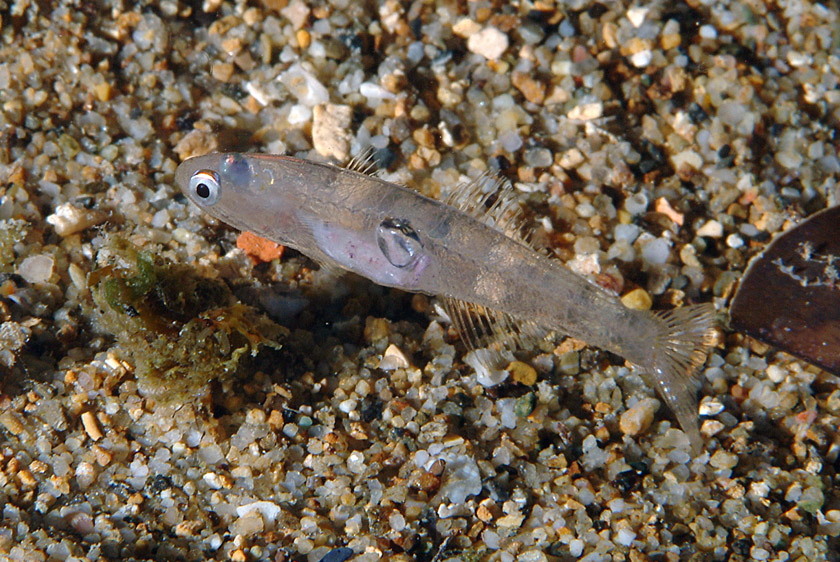
Aphia minuta
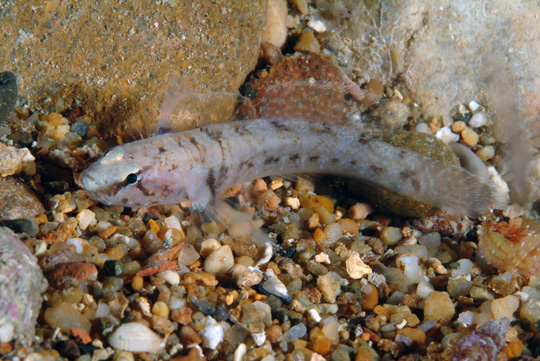
Chromogobius zebratus
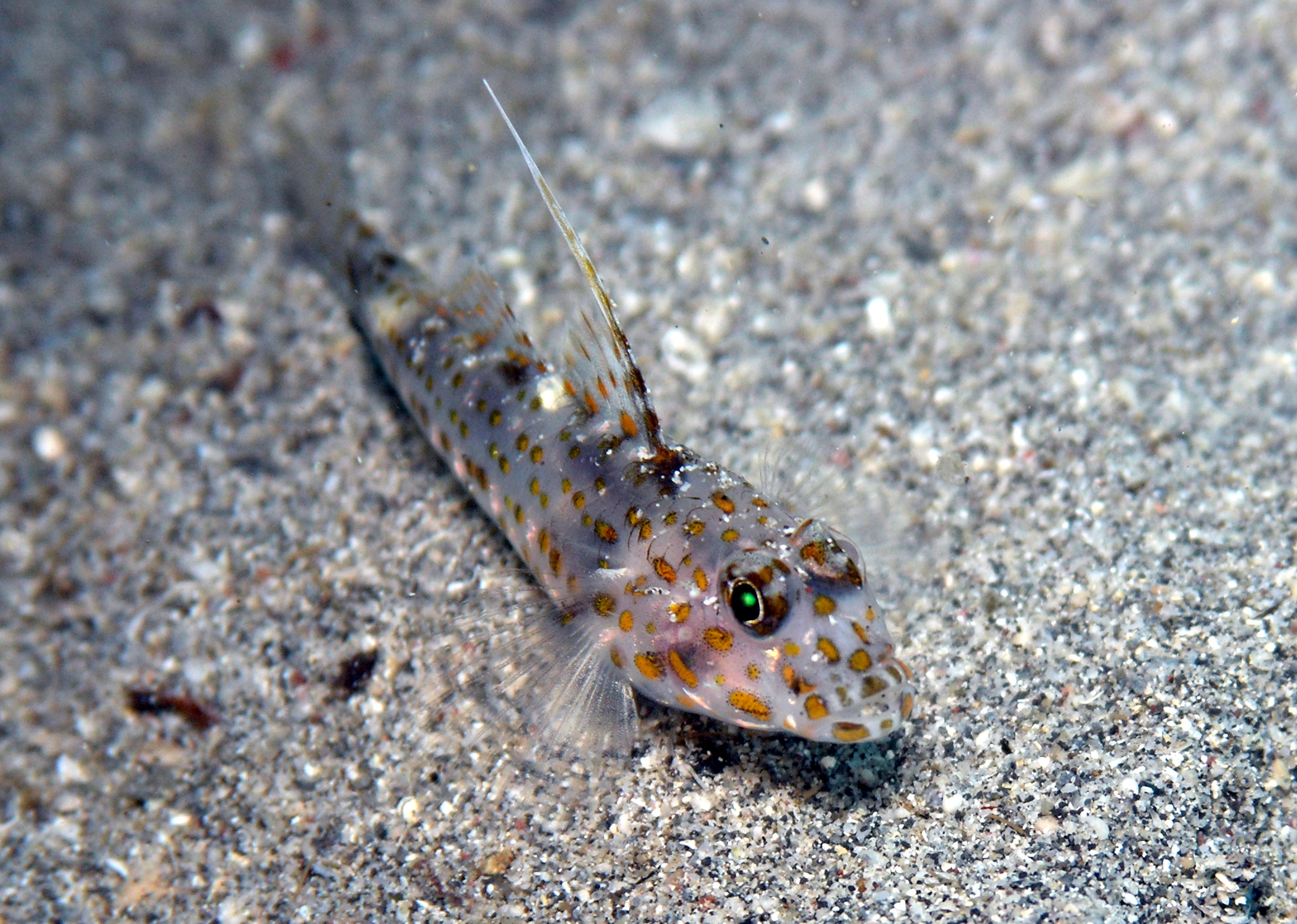
Ctenogobiops tangaroai
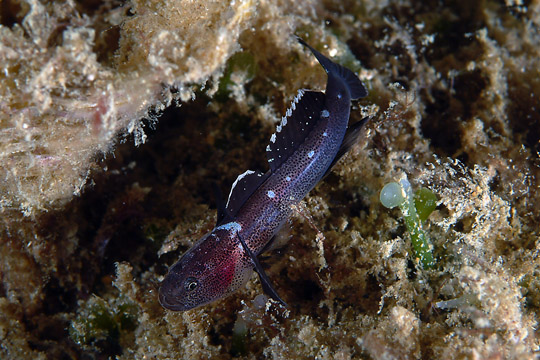
Didogobius schlieweni
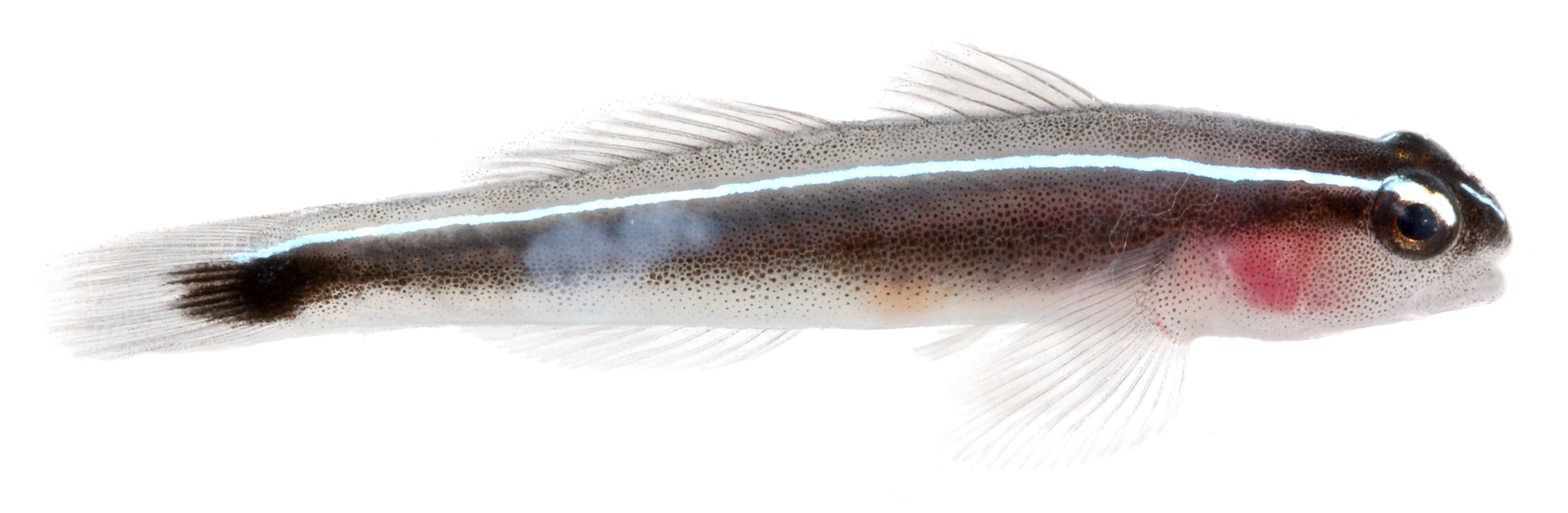
Elacatinus lori
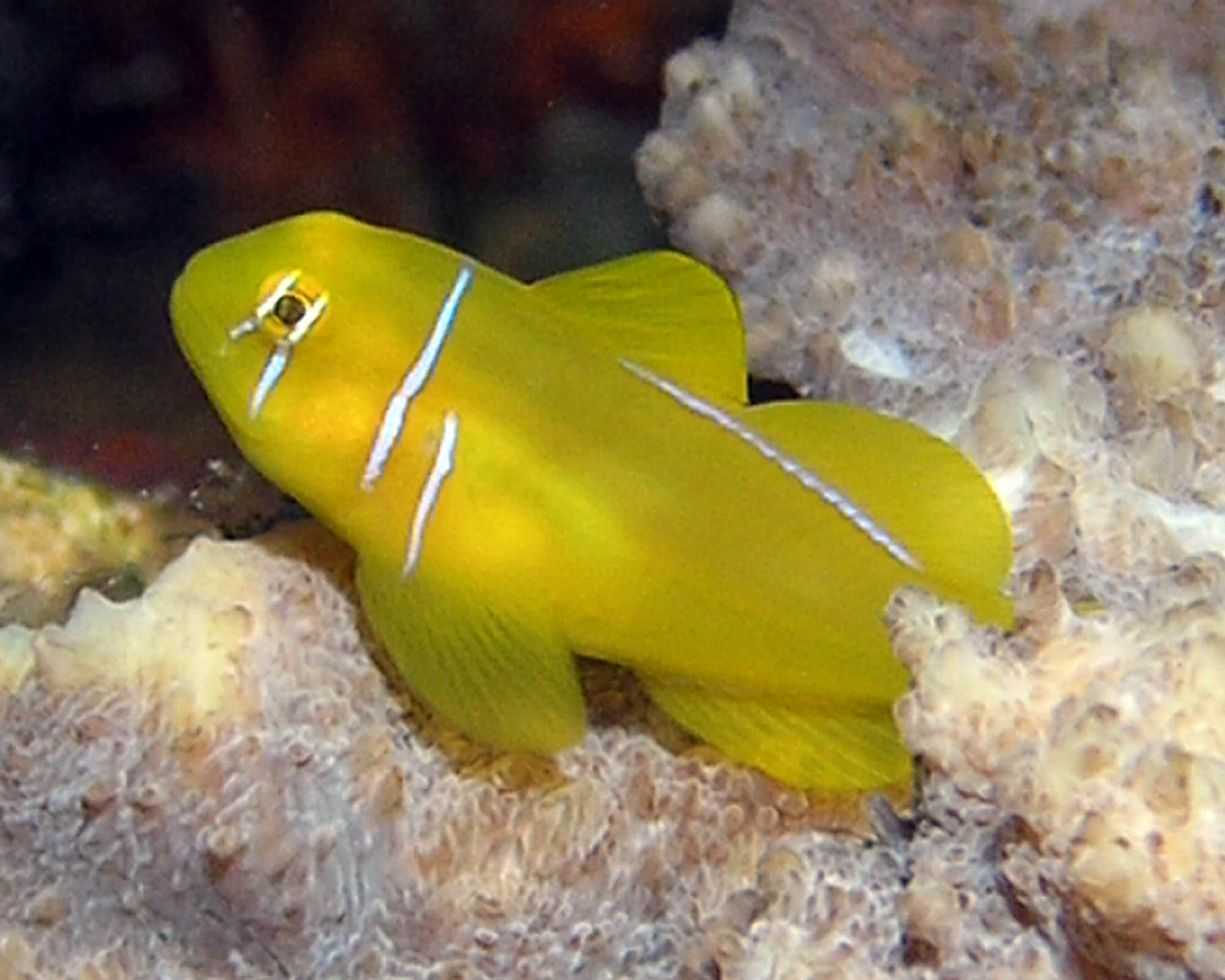
Gobiodon citrinus
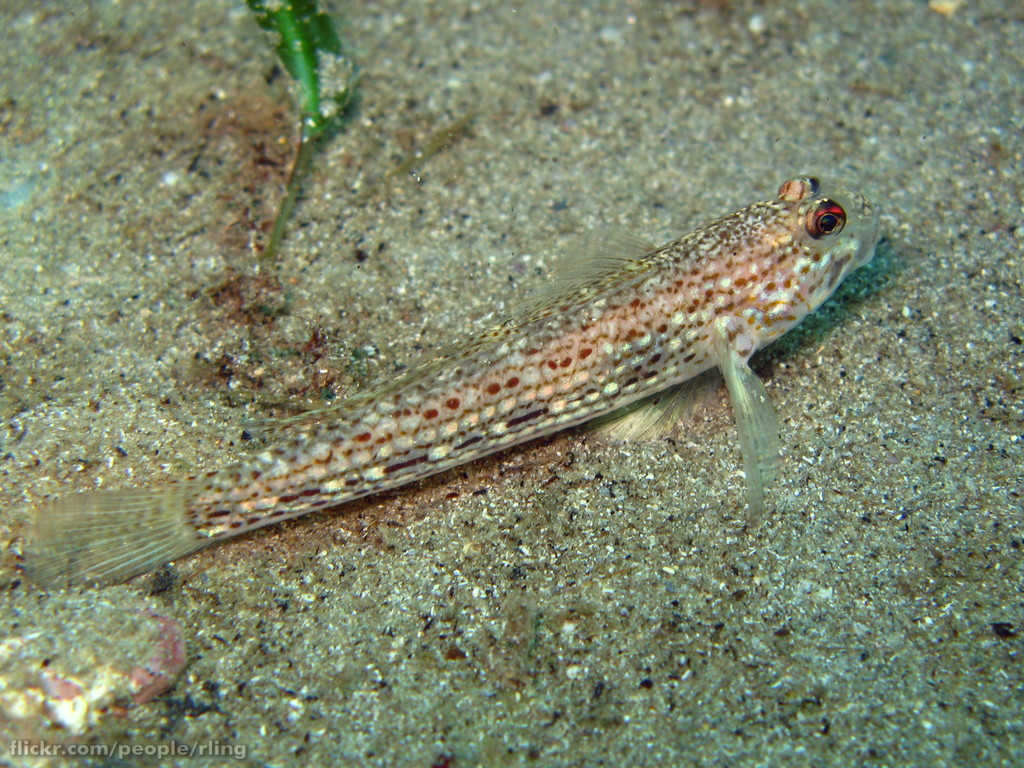
Istigobius hoesei
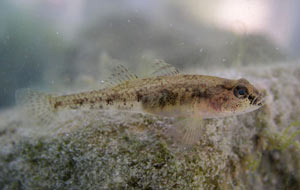
Knipowitschia panizzae
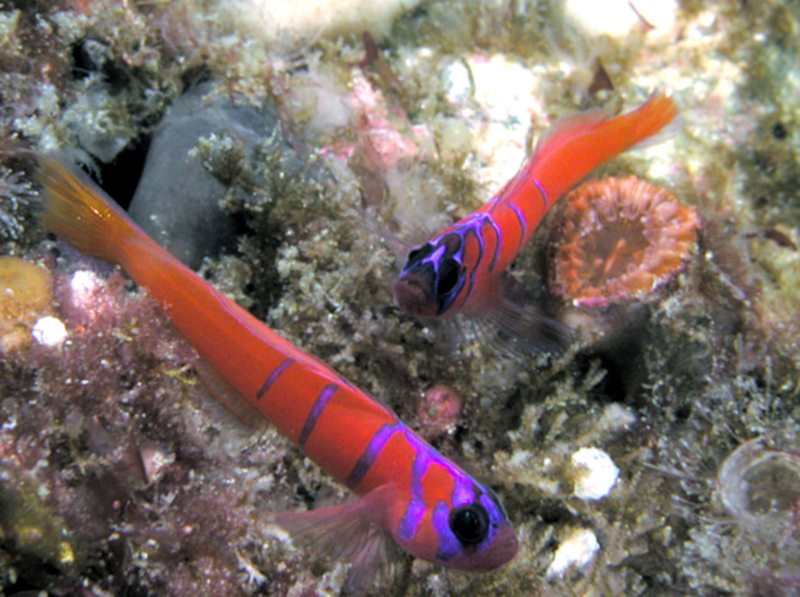
Lythrypnus dalli
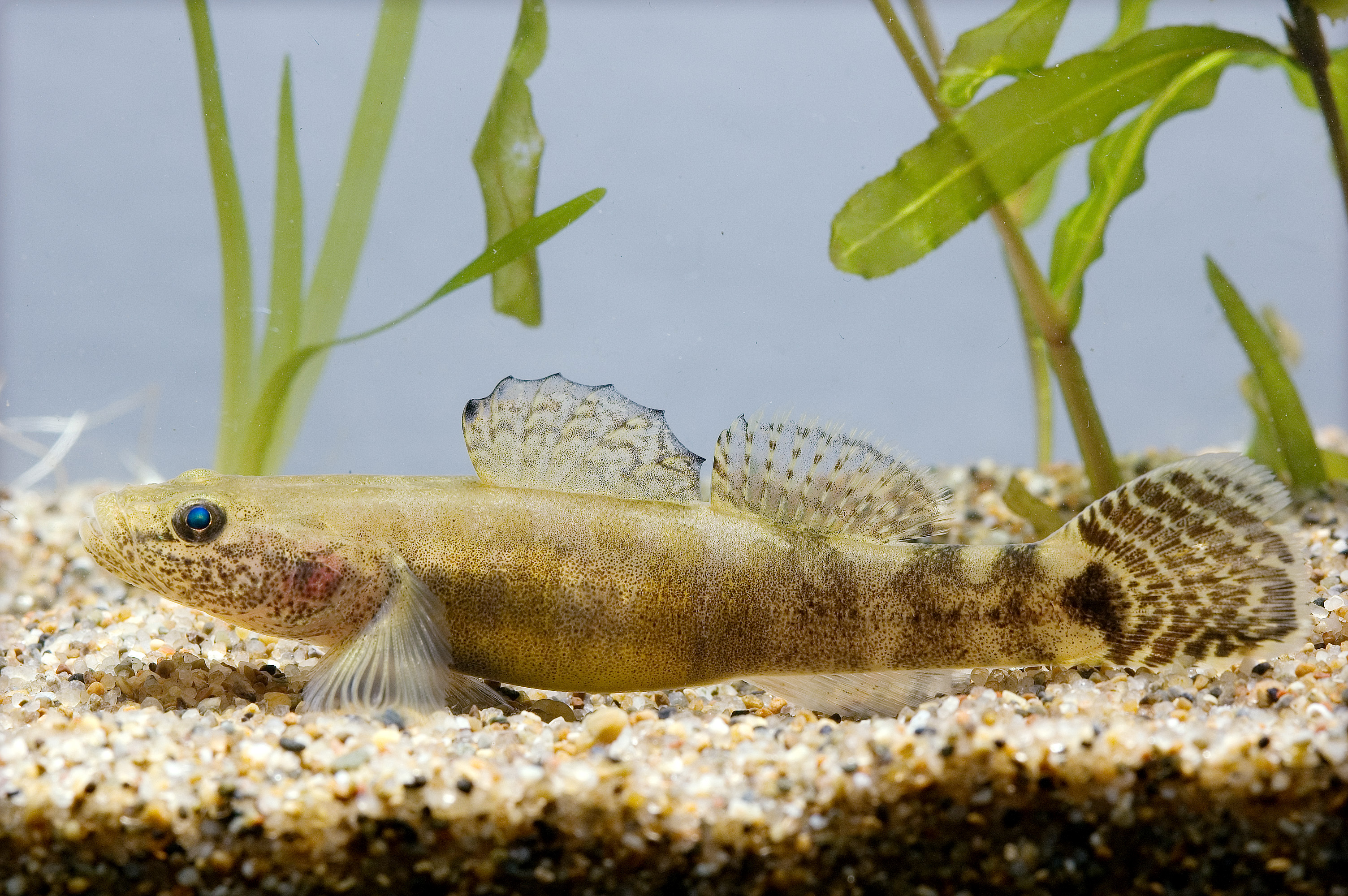
Gymnogobius petschiliensis
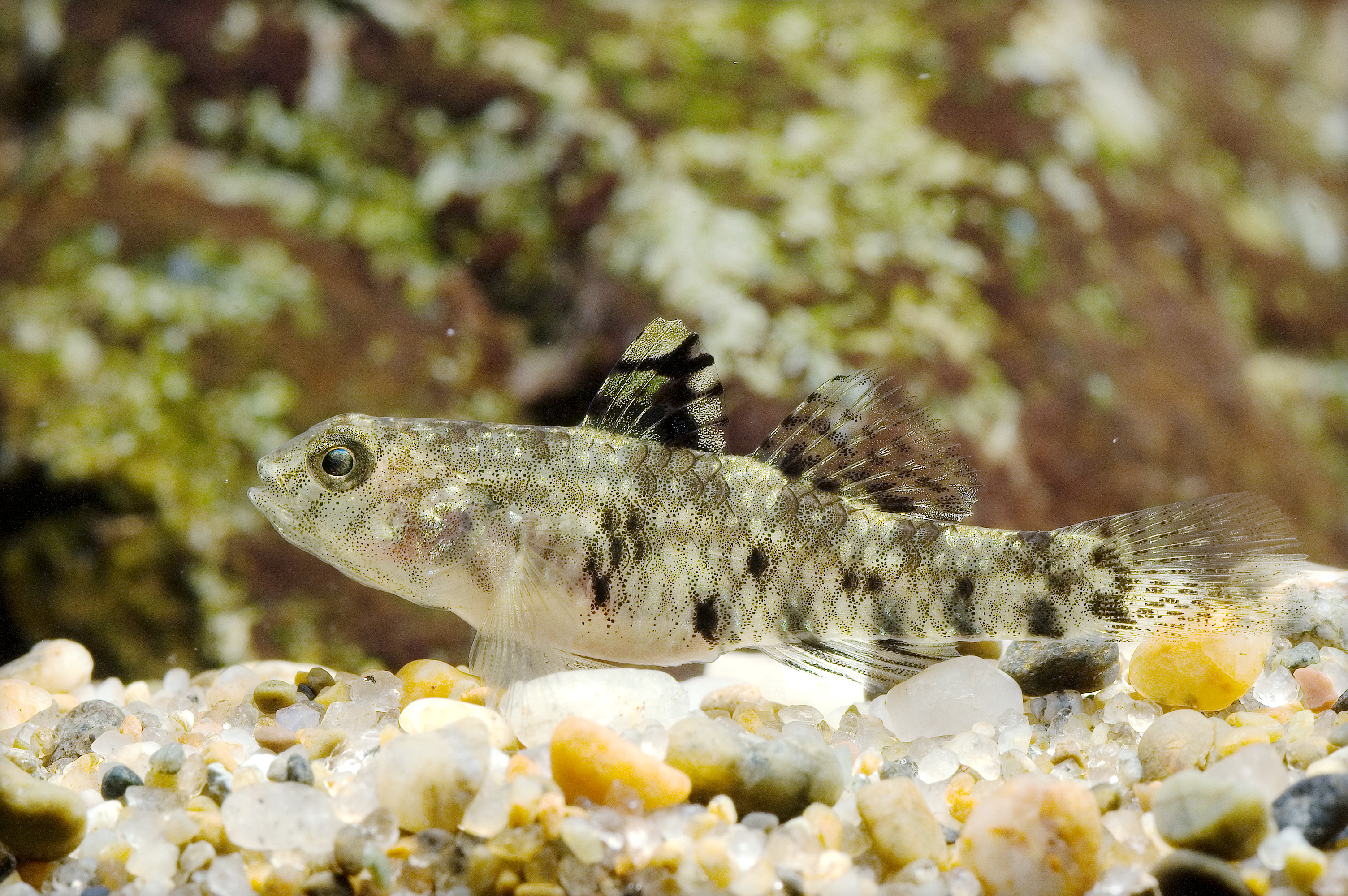
Redigobius bikolanus
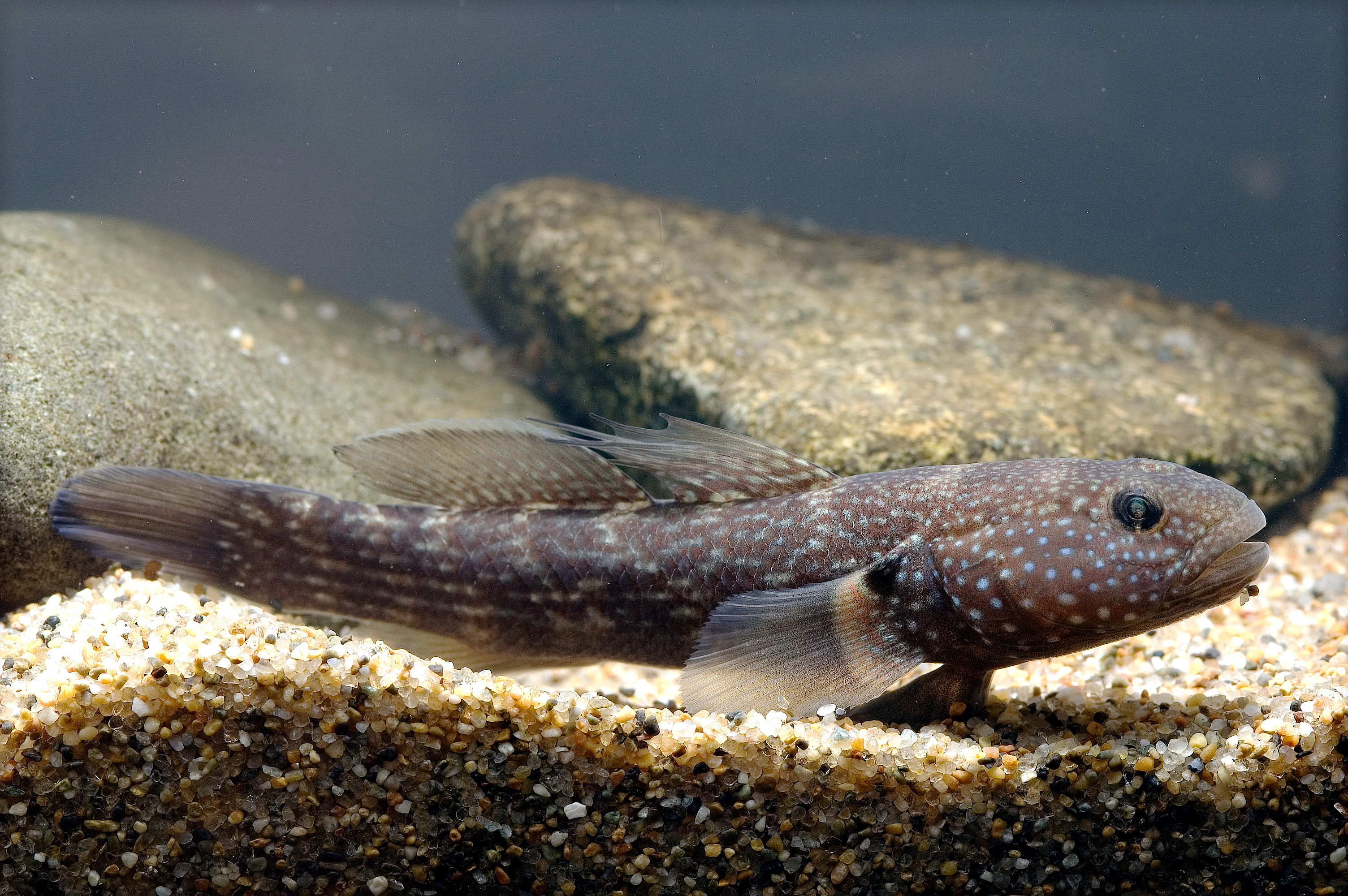
Tridentiger brevispinis
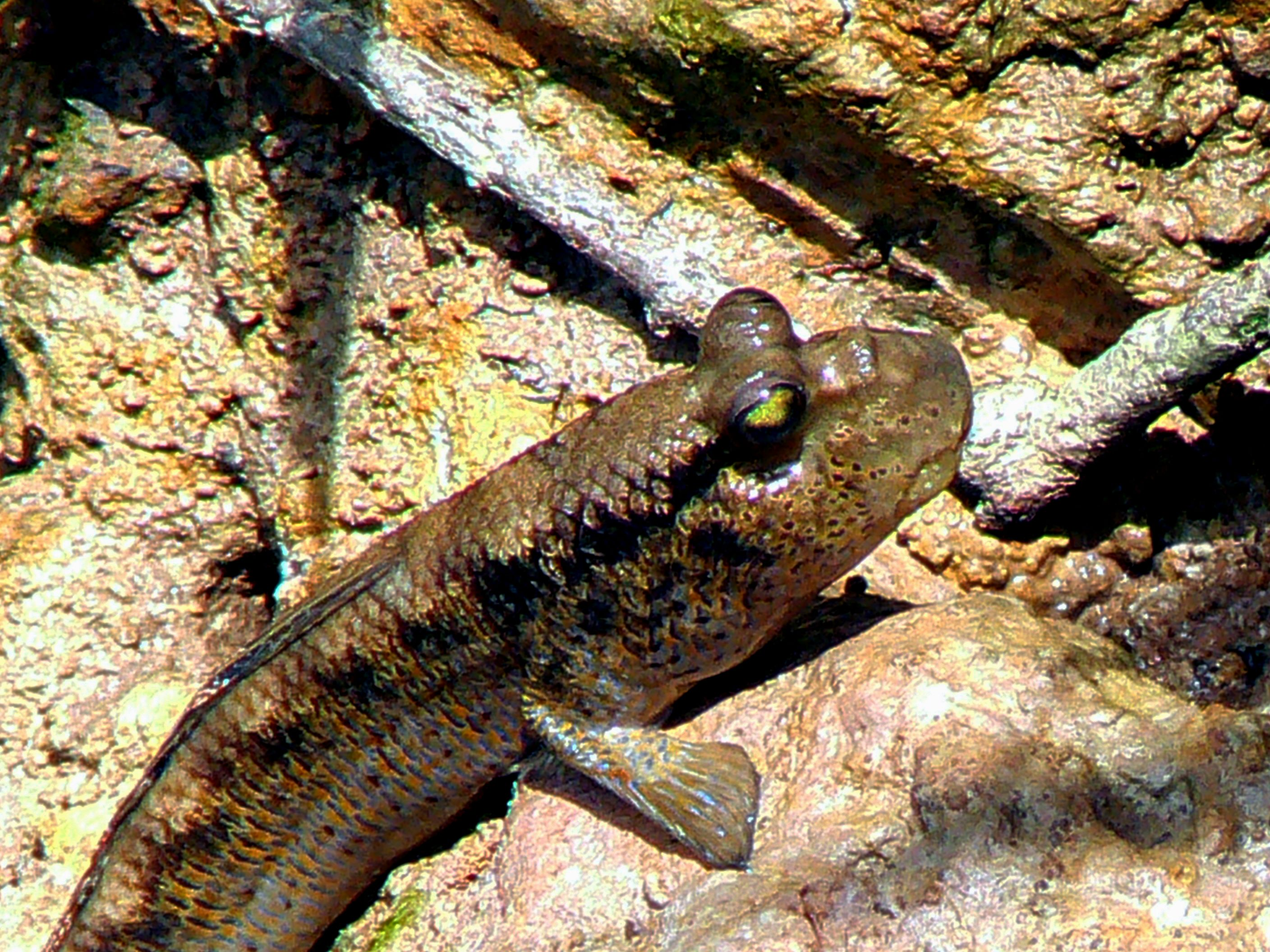
Periophthalmodon schlosseri
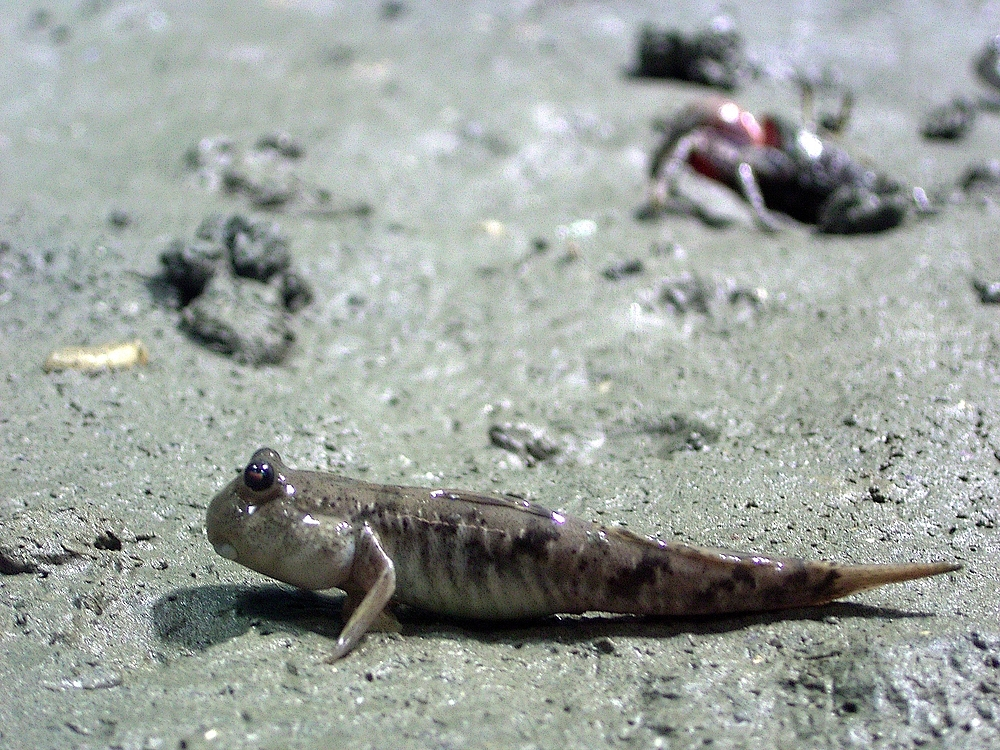
Periophthalmus modestus
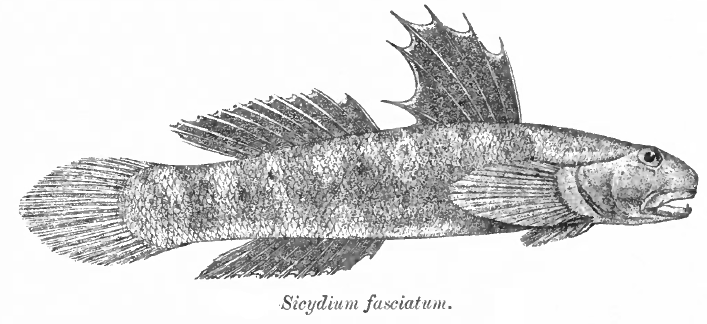
Sicyopterus fasciatus

### Fordítás
- Ez a szócikk részben vagy egészben  a   Goby című angol Wikipédia-szócikk ezen változatának fordításán alapul.  Az eredeti cikk szerkesztőit annak laptörténete sorolja fel. Ez a jelzés csupán a megfogalmazás eredetét és a szerzői jogokat jelzi, nem szolgál a cikkben szereplő információk forrásmegjelöléseként.